# Max Mühlig
Max Mühlig (* 23. Dezember 1835 in Leipzig, Königreich Sachsen; † 11. Juni 1915 in Teplitz-Schönau, Königreich Böhmen) war ein deutsch-österreichischer Hütteningenieur und Glasfabrikant.

## Leben
Eugen Max Mühlig wurde in Leipzig als Sohn des Kaufmanns Ludwig Ernst Eusebius Mühlig (1802–1888) und der Therese geb. Vollsack (1806–1877) geboren. Als nach dem Tode des böhmischen Montanindustriellen Johann David Starck 1841 dessen Sohn Johann Anton von Starck, der mit Mühligs Tante Agnes verheiratet war, die Unternehmen übernommen hatte, übersiedelte die Familie Mühlig 1842 von Leipzig nach Westböhmen. Max Mühlig wuchs in Falkenau an der Eger auf. Er besuchte die Königlich-Technische Bildungsanstalt zu Dresden und absolvierte ein Studium des Hüttenwesens an der Königlich Sächsischen Bergakademie zu Freiberg.
Ab 1872 war Mühlig als Inspektor bei den Hütten- und Montanwerken J.D. Starck in Unterreichenau, Břas und Třemoschna tätig. Später wirkte er als Betriebsingenieur und übernahm schließlich die Betriebsleitung von J.D. Starck. In dieser Zeit erfolgte die Umstellung der Feuerung der chemischen Fabriken und Glashütten des Unternehmens von Holz und Kohle auf Gas. Für die Unterreichenauer Braunkohlenwerke entwickelte Mühlig ein neues Verfahren zur Sicherheit der Förderkörbe, das er sich 1876 in den USA patentieren ließ. Nach dem Tod seines Schwagers Johann Anton von Starck und der Übertragung der Unternehmensleitung auf den kaufmännischen Direktor Anton Schobloch schied Mühlig 1883 aus dem Unternehmen J.D. Starck aus und machte sich selbständig.
Zusammen mit Friedrich Schüller, dem Sohn eines Bankiers aus Böhmisch Leipa, gründete er das auf Glasfabrikation spezialisierte Unternehmen Mühlig & Schüller, das noch im selben Jahre die Tafelglashütte Ascherlhütte in Klein Augezd aufkaufte. 1884 erwarb Mühlig & Schüller auch die Solinglashütte Sophienhütte bei Zuckmantel, die Fensterglas nach einem belgischen Verfahren produzierte. Im Jahre 1889 beendete Mühlig die gemeinsame unternehmerische Tätigkeit mit Friedrich Schüller und gründete die Glashüttenwerke Max Mühlig.
In Settenz bei Teplitz kaufte Mühlig ein Areal, auf dem er 1889 mit dem Bau der nach seiner Frau benannten Marienhütte begann. Die Glashüttenwerke Max Mühlig mit Sitz in Teplitz entwickelten sich zur größten und modernsten Fensterglasfabrik in Österreich-Ungarn. Bei der Marienhütte ließ Mühlig eine Werksiedlung für 90 Familien anlegen. Seit 1895 unterhielten die Glashüttenwerke Max Mühlig in Wien eine Zweigniederlassung. 1898 hatte die Marienhütte bereits 250 Beschäftigte, neben Fensterglas wurden auch zahlreiche andere Glastypen produziert. Im Jahr darauf kaufte Mühlig die Maxhütte in Hostomitz, in der Flaschen und Fensterglas gefertigt wurden. 1904 erwarb Max Mühlig die Sophienhütte bei Klein Augezd von seinem früheren Compagnon Friedrich Schüller. Seit 1907 war er zudem Inhaber eines Großteils der Aktien der Österreichischen Glashüttenwerke AG in Aussig. Seine Söhne Josef und Anton, die frühzeitig in das väterliche Unternehmen eingestiegen waren, hatten zu dieser Zeit bereits Leitungsfunktionen inne. Max Mühlig verstarb 1915 in Teplitz.
Unter der Leitung von Josef und Anton Mühlig expandierte das Unternehmen weiter. 1924 fusionierten die Glashüttenwerke Max Mühlig mit der Union-Glashütten AG in Aussig zur Mühlig-Union Glasindustrie AG.

## Familie
Mühlig heiratete 1873 in Eger Maria Rosina Schmieger (1850–1932), eine Tochter des Zwodauer Textilfabrikanten Ignaz Schmieger. Aus der Ehe gingen zwei Söhne hervor: Josef (1874–1954) und Anton (1876–1951).
Seine Tante Agnes geb. Mühlig (1807–1882) war seit 1830 mit dem Unternehmer Johann Anton Freiherr von Starck (1808–1883), dem jüngsten Sohn von Johann David Starck, verheiratet.